# Amanda Redman

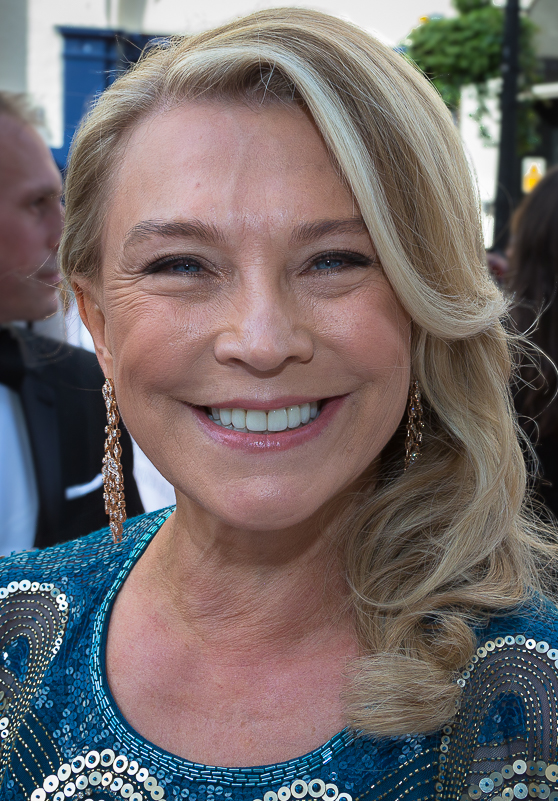
Redman bei der Verleihung des 2015 British Academy Television Awards, Mai 2015

Amanda Jacqueline Redman (* 12. August 1957 in Brighton in Großbritannien) ist eine britische Schauspielerin, vor allem bekannt wegen ihrer Rolle als Sandra Pullman in der BBC-One-Serie New Tricks (2003–13) und als Dr. Lydia Fonseca in The Good Karma Hospital (2017–18). Sie wurde für den BAFTA TV Award nominiert für At Home with the Braithwaites (2000–03) und Tommy Cooper: Not Like That, Like This (2014). Zu ihren Filmrollen gehörten For Queen & Country (1988), Sexy Beast (2000) und Mike Bassett: England Manager (2001).

## Kindheit und Jugend
Redman wurde in Brighton in Südengland geboren. Ihr Vater Ronald Jack Redman (1929–1980) kam aus Camberwell, einem Stadtteil von London (Stadtbezirk Southwark), seine Vorfahren stammten aus Yorkshire. Ihre Mutter Joan Beryl Redman (geborene Herrington, 1927–2014) wurde in Indien als Tochter von William Herrington, einem Angehörigen der British Indian Army, geboren. Redmans Vater, der zwei Jahre jünger war als ihre Mutter, starb 1980 im Alter von 51 Jahren, als Amanda Redman 23 Jahre alt war. Redman hatte einen Bruder, der 2012 starb.
Als Folge eines Unfalls im Alter von 18 Monaten trug Redman Narben am linken Arm davon. Sie wurde mit heißer Suppe verbrüht und erlitt Verbrennungen dritten Grades an 75 % der Körperoberfläche. Sie wurde im Queen Victoria Hospital in East Grinstead (Sussex) behandelt. Die Verletzungen hatten ein solches Ausmaß, dass sie für klinisch tot erklärt wurde.

## Berufliche Laufbahn
Redman erhielt ihre Ausbildung als Schauspielerin an der Bristol Old Vic Theatre School.
1984 trat sie als Marina in der BBC-Shakespeare-Verfilmung von Pericles, Prince of Tyre (Perikles, Fürst von Tyrus) neben Mike Gwilym auf. Auch spielte sie die Maxine in Oxbridge Blues, einer britischen Mini-Fernsehserie, die von der BBC produziert und zuerst 1984 gezeigt wurde. 
1986 trat sie in der Rolle der Miss Fairfax (Gwendolen) in der BBC-Drama-Produktion von The Importance of Being Earnest von Oscar Wilde auf.
Sie spielte mit Liv Ullmann in Richard's Things (1980), übernahm die Hauptrolle von Alfred Molina im Comedy-Drama der 1990er El C.I.D., womit erstmals eine weibliche Hauptrolle in einer Fernsehserie etabliert wurde, ferner trat sie als Diana Dors im Fernsehfilm The Blonde Bombshell (1999) auf. In den 1990ern moderierte sie eine MTV-Show im Satellitenfernsehen. In den ersten beiden Staffeln von Dangerfield (1995) war sie eine der Hauptdarsteller in der Rolle der Joanna Stevens; im selben Jahr spielte sie eine Rolle in Taggart. 2000 hatte sie die Rolle der Deedee Dove im Spielfilm Sexy Beast. Von 2000 bis 2003 spielte sie Alison Braithwaite, eine Frau, deren Leben durch einen Lotteriegewinn auf den Kopf gestellt wird, in der ITV-Serie At Home with the Braithwaites. Seit 2003 übernahm Redman die Rolle der Sandra Pullman in der BBC-Serie New Tricks.
Im Juni 2006 trat Redman als Cruella DeVil bei der Children's Party at the Palace zur Feier des 80. Geburtstages der Königin auf. Ihre Familiengeschichte war Gegenstand des Dokumentarfilms Who Do You Think You Are?.
Im Juli 2013 teilte sie ihr Ausscheiden aus der Serie New Tricks mit; Tamzin Outhwaite trat an ihre Stelle. 2015 spielte sie die Rolle der Jackie Rose im ITV-Dreiteiler The Trials of Jimmy Rose an der Seite von Ray Winstone. 2017 spielte sie Lydia Fonseca in der ITV-Serie The Good Karma Hospital, inzwischen wird seit August 2018 die Staffel 3 gedreht.
Redman ist die Leiterin der von ihr gegründeten Artists Theatre School, einer Schule für Schauspielunterricht.
2018 wurde sie Schirmherrin des Brighton Open Air Theatre.

## Preise und Nominierungen
- 2001 – nominiert für den BAFTA TV Award in der Kategorie beste Schauspielerin in der Serie At Home with the Braithwaites
- 2003 – nominiert für den National Television Award in der Kategorie Most Popular Actress für ihre Rolle in At Home with the Braithwaites
- 2007 – nominiert – TV Quick Award – Kategorie beste Schauspielerin für New Tricks
- 2015 – nominiert – BAFTA TV Award – beste Nebenschauspielerin für Tommy Cooper: Not Like That, Like This

## Persönliches
Redman hat aus der Ehe mit dem Schauspieler Robert Glenister eine Tochter, Emily.
2012 wurde sie im Rahmen der Feierlichkeiten zum Geburtstag der Königin als Mitglied (Member) in den Order of the British Empire (MBE) aufgenommen als Ehrung für ihre Verdienste um das Schauspiel und für Wohltätigkeit.

## Filmografie
- 1980: Richards Erbe (Richard’s Things)
- 1980: Die unglaublichen Geschichten von Roald Dahl (Tales of the Unexpected, Fernsehserie, 2 Folgen)
- 1982: On the Line (Fernsehserie, 12 Folgen)
- 1982: Die Agatha Christie Stunde (The Agatha Christie Hour, Fernsehserie, Folge 1x09)
- 1984: Broad Street (Give My Regards to Broad Street)
- 1984: Oxbridge Blues (Fernsehserie, Folge 1x01)
- 1984: Pericles, Prince of Tyre (Fernsehfilm)
- 1986: To Have and to Hold (Fernsehserie, 8 Folgen)
- 1986: Jim Bergerac ermittelt (Bergerac, Fernsehserie, Folge 4x10)
- 1988: Für Königin und Vaterland (For Queen and Country)
- 1988: Theatre Night (Fernsehserie, 2 Folgen)
- 1988–1989: Streets Apart (Fernsehserie, 12 Folgen)
- 1990: Screen Two (Fernsehserie, Folge 6x10)
- 1991: Spender (Fernsehserie, Folge 1x04)
- 1991: The Men’s Room (Fernsehserie, 5 Folgen)
- 1991, 1996: Inspektor Wexford ermittelt (The Ruth Rendell Mysteries, Fernsehserie, 4 Folgen)
- 1992: El C.I.D. (Fernsehserie, 6 Folgen)
- 1993: Casualty (Fernsehserie, Folge 7x16)
- 1993: Body & Soul (Fernsehserie, 6 Folgen)
- 1993: Demob (Fernsehserie, 6 Folgen)
- 1995: Taggart (Fernsehserie, Folge 11x06)
- 1995: Polizeiarzt Dangerfield (Dangerfield, Fernsehserie, 18 Folgen)
- 1996: Beck (Fernsehserie, 6 Folgen)
- 1998: Performance (Fernsehserie, 7x01)
- 1998: Close Relations (Fernsehserie, 5 Folgen)
- 1999: The Blonde Bombshell (Fernsehserie, Folge 1x02)
- 1999–2000: Hope and Glory (Fernsehserie, 10 Folgen)
- 2000: The Wedding Tackle
- 2000: The Sight (Fernsehfilm)
- 2000: Sexy Beast
- 2000–2003: At Home with the Braithwaites (Fernsehserie, 26 Folgen)
- 2001: Mike Bassett: England Manager
- 2003: Der Tod kommt per Mail (Suspicion, Fernsehserie, 3 Folgen)
- 2003–2013, 2015: New Tricks – Die Krimispezialisten (New Tricks, Fernsehserie, 84 Folgen)
- 2005: Mike Bassett: Manager (Fernsehserie, 6 Folgen)
- 2006: The Children’s Party at the Palace (Fernsehfilm)
- 2006: Vincent (Fernsehserie, Folge 2x03)
- 2008: Honest (Fernsehserie, 6 Folgen)
- 2008: Little Dorrit (Fernsehserie, 11 Folgen)
- 2014: Tommy Cooper: Not Like That, Like This (Fernsehfilm)
- 2015: Die Bewährung des Jimmy Rose (The Trials of Jimmy Rose, Fernsehserie, 3 Folgen)
- 2017–2022: The Good Karma Hospital (Fernsehserie, 24 Folgen)
- 2020: Bumps (Fernsehfilm)
- 2024: Scoop – Ein royales Interview (Scoop)